# Ребекка Соні
Ребекка Соні  (англ. Rebecca Soni, 18 березня 1987) — американська плавчиня, олімпійська чемпіонка.

## Життєпис
Народилась 18 березня 1987 року в невеликому містечку Фріголд, штат Нью-Джерсі, в сім’ї вихідців із Угорщини що емігрували до США із Румунії в 1980-х роках.

## Виступи на Олімпіадах
| Олімпіада   | Дисципліна                    | Місце |
| ----------- | ----------------------------- | ----- |
| Пекін 2008  | плавання на 100 метрів брасом | 2     |
| Пекін 2008  | плавання на 200 метрів брасом | 1     |
| Пекін 2008  | комплексна естафета 4 × 100   | 2     |
| Лондон 2012 | плавання на 100 метрів брасом | 2     |
| Лондон 2012 | плавання на 200 метрів брасом | 1     |
| Лондон 2012 | комплексна естафета 4 × 100   | 1     |

## Світові рекорди
| Дистанція | Вид            | Час     | Змагання                                   | Місце         | Дата           |
| --------- | -------------- | ------- | ------------------------------------------ | ------------- | -------------- |
| 200 м     | Брас           | 2:20.22 | Літні Олімпійські ігри 2008                | Пекін, КНР    | 15 серпня 2008 |
| 100 м     | Брас           | 1:04.84 | Чемпіонат світу з водних видів спорту 2009 | Рим, Італія   | 27 червня 2009 |
| 200 м     | Брас           | 2:14.57 | турнір 'Duel in the Pool' 2009             | Манчестер, ВБ | 18 грудня 2009 |
| 100 м     | Брас           | 1:02.70 | турнір 'Duel in the Pool' 2009             | Манчестер, ВБ | 19 грудня 2009 |
| 4×100 м   | компл.естафета | 3:45.56 | турнір 'Duel in the Pool' 2011             | Атланта, США  | 16 грудня 2011 |
| 200 м     | брас           | 2:20.00 | Літні Олімпійські ігри 2012                | Лондон, ВБ    | 1 серпня 2012  |
| 200 м     | брас           | 2:19.59 | Літні Олімпійські ігри 2012                | Лондон, ВБ    | 2 серпня 2012  |

## Виноски
1. ↑  USA Swimming — 1980.
2. ↑  2008 Beijing Summer Olympics profile of Rebecca Soni. NBC Olympics. Архів оригіналу за 21 січня 2011. Процитовано 20 січня 2011.